# 崇元寺

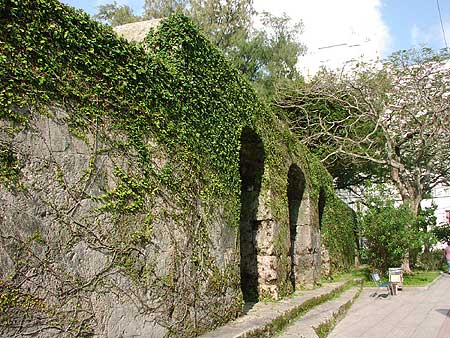
旧崇元寺石門（第一門）

崇元寺（そうげんじ、琉球語:スーギージ）は、沖縄県那覇市泊にあった臨済宗の仏教寺院。山号は霊徳山。琉球王国の国廟とされ、歴代琉球国王の神霊位を祀っていた。円覚寺とともに琉球双璧の名刹であったが、1945年、沖縄戦により焼失した。寺跡は国の史跡への指定が答申されている（官報告示を経て正式指定となる）。

## 概要

「奉使琉球図」諭祭先王

崇元寺は琉球王国の国廟で、舜天から尚泰王までの歴代国王の神霊位が祀られていた。創建は、門前にある崇元寺下馬碑の銘から尚清王が即位した直後の1527年（嘉靖6年）と推定される。中国王朝からの冊封使は、首里城で挙行される新王冊封の大典に先立って、当寺で先王の霊を慰める「先王諭祭（さんおうゆさい）」が行われた。
正廟を中心に中国風の伽藍が建ち並び、正廟、石門などが旧国宝に指定されていたが、沖縄戦により破壊され焼失した。戦後、崇元寺は在琉米軍や地元民の寄付金により、石門（第一門）のみ修復され、跡地は崇元寺公園となっている。石門は歴史的建造物として、1955年に琉球政府の特別重要文化財に指定され、本土復帰した1972年には重要文化財に指定されている。

### 整備事業
那覇市は寺の跡地を国の史跡にすることを目指しており、2020（令和2）年度に遺構の調査を始め、2022（令和4）年度には整備に必要な隣接地の土地を購入した。また、2021（令和3）年度からは10億円近くをかけて跡地を保存する整備事業を進めており、2023年（令和5年）7月には焼失前の伽藍配置を再現した150分の1の模型と、調査で確認された階段などの遺構を合成樹皮で一部再現したジオラマ（4メートル四方）をマスコミ向けに披露した。市は国史跡への指定のみならず、将来的には伽藍を復元したいとしている。加えて、崇元寺に関する資料館の建設も計画しており、2024年（令和6年）5月住民に向けた説明会が開かれた。出席者からは「地域の交流の場にしたい」、「津波の避難所としても活用できる建物にしてほしい」などの要望が上がった。

### 往時の崇元寺

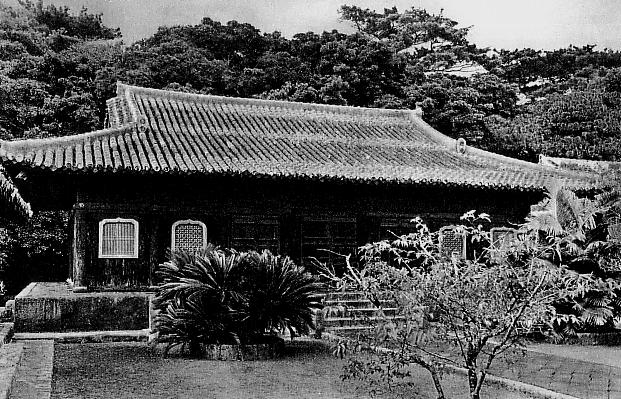
正廟
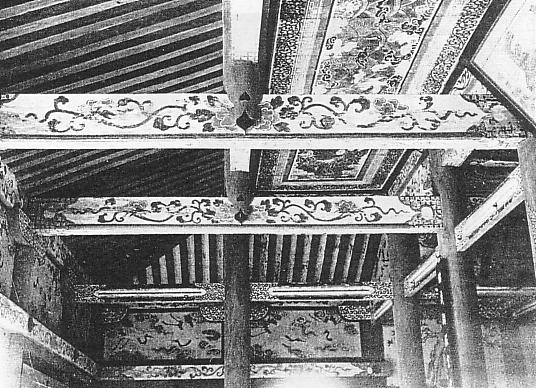
正廟内部
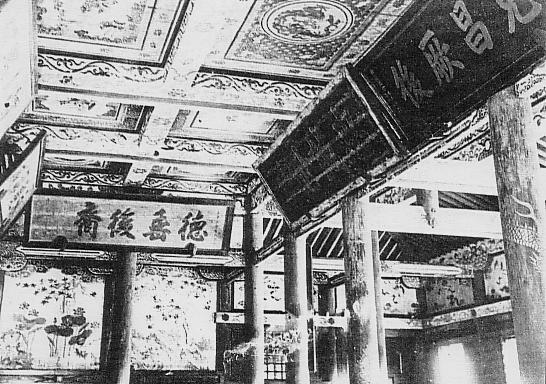
正廟内部
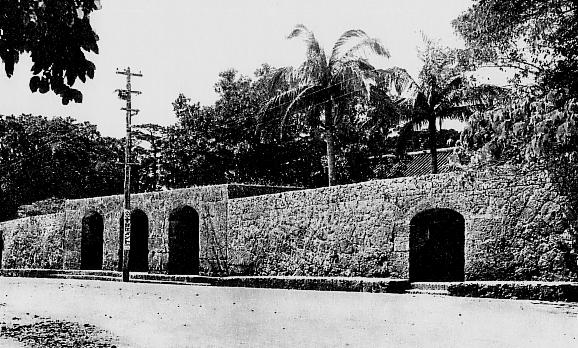
石門（第一門）
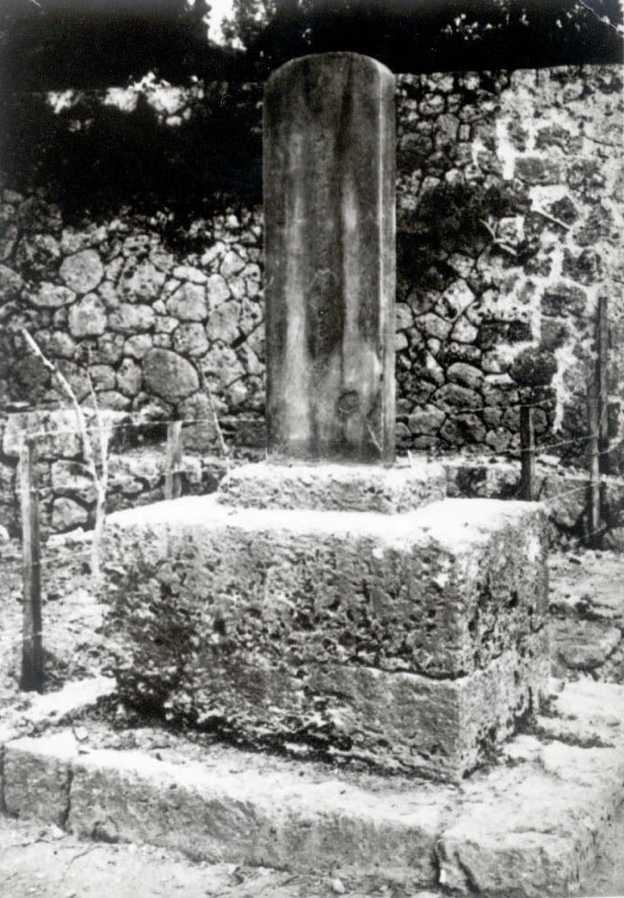
下馬碑

- ※ 『写真集沖縄 失なわれた文化財と風俗』（那覇出版社編集部編、初版1984年）より

## 文化財

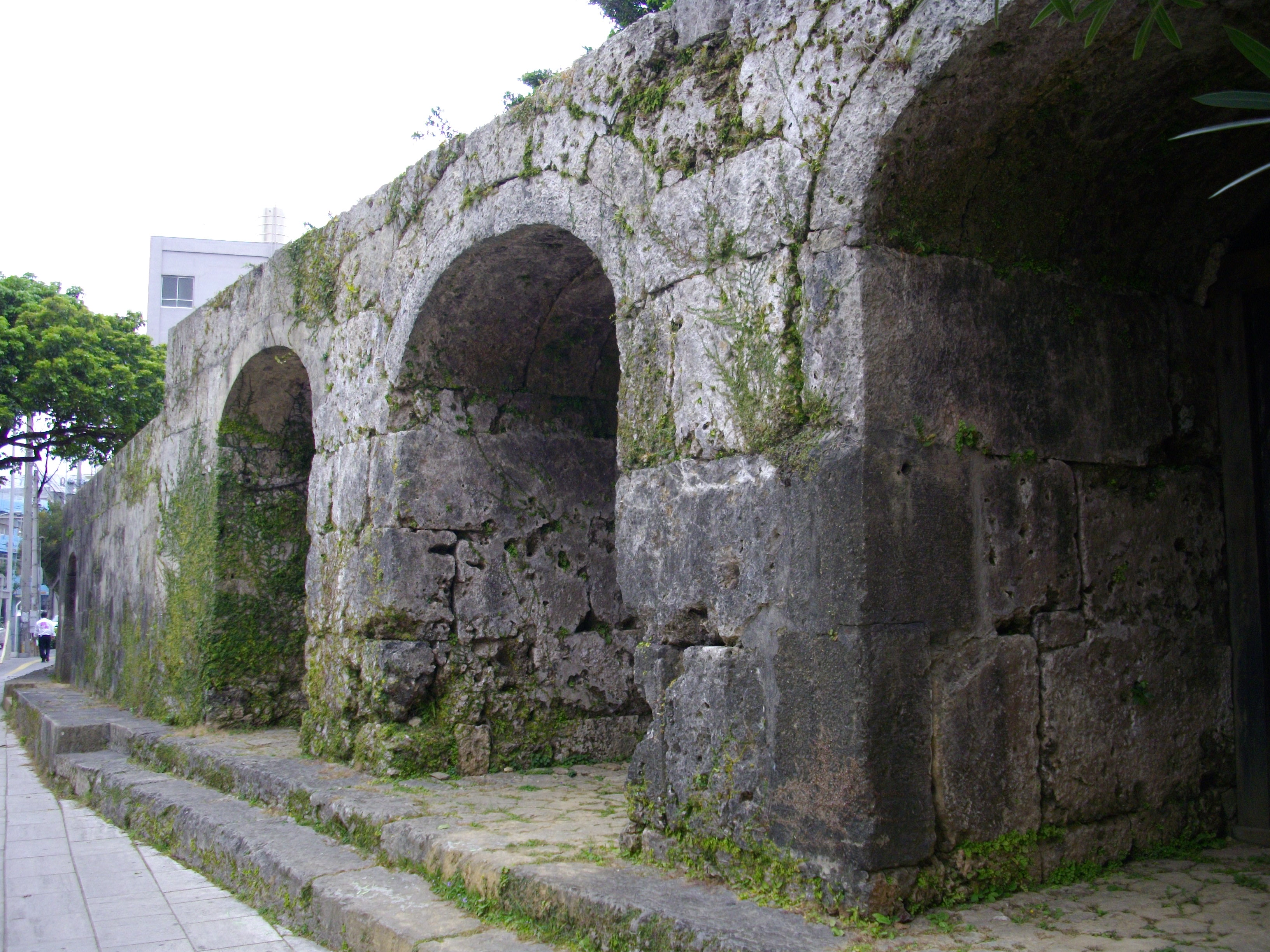
旧崇元寺第一門

### 重要文化財（国指定）
- 旧崇元寺第一門及び石牆 - 創建された1527年以前（室町時代後期）の建立。正面中央部の石造三連拱門（アーチ門）と周囲を巡る石垣（左右石牆延長66.3m、各脇門一所を含む）から成る。意匠構造は簡單であるが重厚味があり、門と石牆を取り合わせたこの種の遺構としては他に例を見ない。沖縄の代表的な石造建築のひとつとされ、1972年（昭和47年）5月15日に国の重要文化財に指定された。

### 有形文化財（県指定）
- 崇元寺下馬碑 - 戦前は石門の東西両側に碑が建てられており、西碑は沖縄戦で失われたが、東碑は今もその場に現存する[6]。表に「あんしもけすもくまにてむまからおれるへし（按司も下司も此処にて馬から降るべし）　大明嘉靖六年」、裏には｢但官員人等至此下馬｣と同じ文章が彫られている。

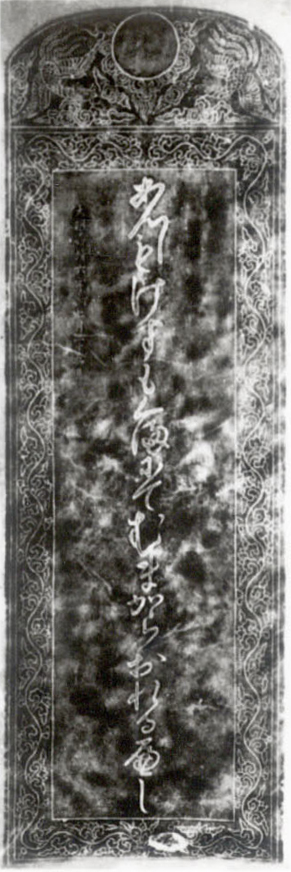
下馬碑（表）
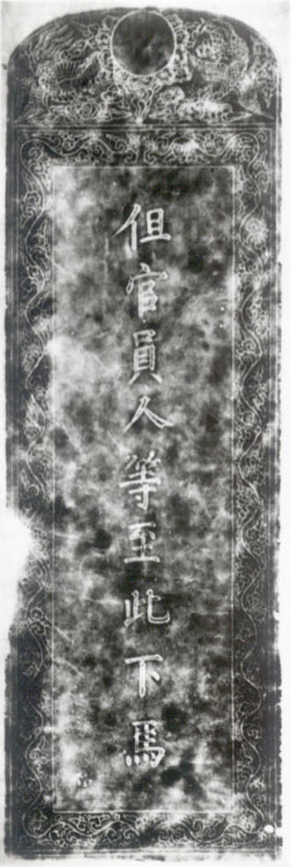
下馬碑（裏）

## アクセス
- 沖縄都市モノレール線（ゆいレール）美栄橋駅・牧志駅からともに徒歩10分[7]。
- 崇元寺バス停にて下車。系統番号10番、20番、22番、23番、27番、28番、29番、31番、52番、63番、77番、80番、101番、110番、120番が停車。

- 1933年までは沖縄電気崇元寺駅が最寄駅であった。